# Grad Krumperk
Grad Krumperk stoji na Gorjuši pri Domžalah v Občini Domžale. Je najpomembnejša ohranjena srednjeveška stavba na domžalskem območju.

## Zgodovina
Prvi zapisi o gradu izhajajo iz leta 1338, ki ga izpričujejo kot dediščino plemiške rodbine Kreutbergov. V 15. stoletju je bil v lasti rodbine Rusbach, ki je grad leta 1410 kot Turn Chraw-perg prodala Zellenbergerjem. Konec 16. stoletja je z dedno pogodbo prešel v roke rodbine Ravbarjev (Rauber), ki so sezidali novo grajsko stavbo. Najbolj poznan graščak iz tega časa je danes Adam Ravbar.
Posestvo Krumperk je obsegalo območja današnjih krajev Dob pri Domžalah, Ihan, Krtina, Brezovica pri Dobu in Studenec pri Krtini in je mejilo na domžalsko sosesko.
Naslednji lastniki so bili Raspi (od leta 1631), nato grofje Thurn Valsassina, od leta 1840 pa plemiška rodbina Rechbach, ki je leta 1928 prodala posestvo zadnjemu lastniku, posestnici Stanki Pogačnik iz Ruš pri Mariboru.
Po drugi svetovni vojni je bil objekt nacionaliziran in izropan.

## Grad danes
Na grajskem travniku deluje Konjeniški klub Krumperk pod okriljem Veterinarske fakultete v Ljubljani.